# League of Legends European Championship

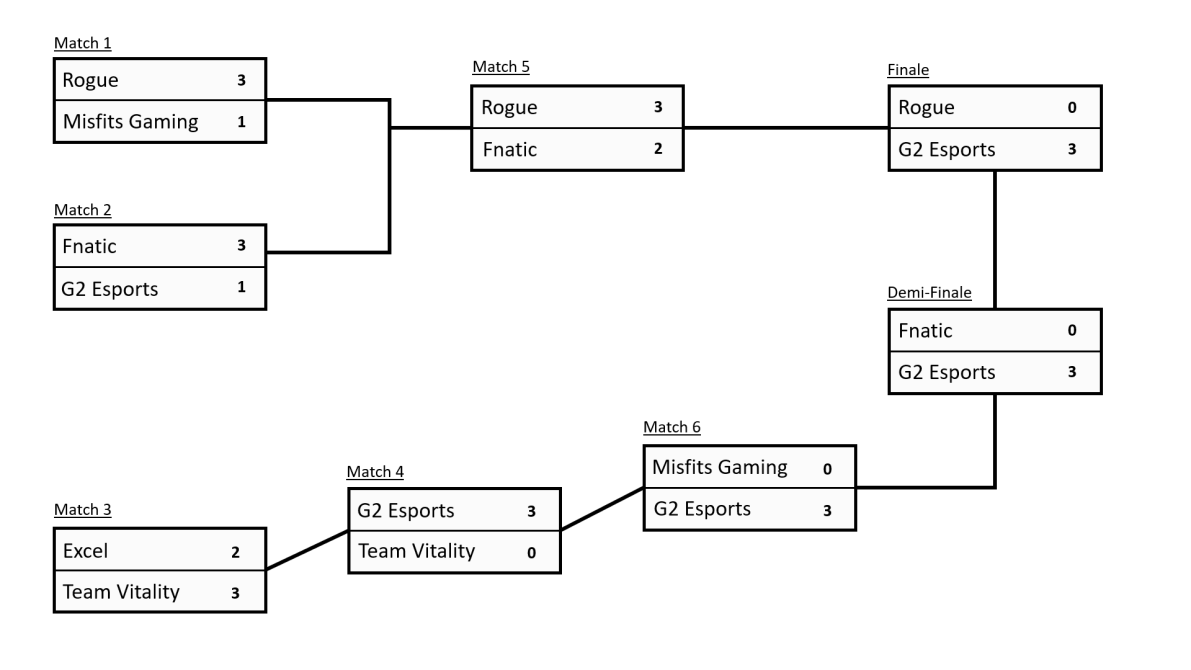
Pavouk League of Legends European Championship 2022

League of Legends European Championship (LEC) je evropská profesionální esportová liga společnosti Riot Games zaměřená na League of Legends. Jedná se o jednu ze čtyř největších LoL lig světa a reprezentuje ji deset nejlepších domácích týmů. Liga byla založena v roce 2013 v Německu pod původním názvem European League of Legends Championship Series (EU LCS). Od tohoto názvu se později upustilo a liga byla přejmenována na LEC. Liga má za úkol vybrat tři nejlepší týmy Evropského regionu, které budou Evropu reprezentovat na Mistrovství světa v League of Legends, největší esportové události roku pro League of Legends scénu. Celý průběh ligy je vysílán živě prostřednictvím platformy Twitch, YouTube nebo televizních kanálů zaměřených na progaming.

## Týmy
Kvalifikace do první evropské ligy je otevřená, přesto se v lize objevují každým rokem stejné, nebo podobné týmy, které v evropském regionu vyčnívají ze všeho nejvíc. Za nejlepší týmy LEC se podle statistik považuje čtveřice týmů G2 esports, FNATIC, MAD lions a Rogue, které ligu vyhrávají nejčastěji.
Konkrétně největší množství vítězství zažil tým G2 esports – osm domácích titulů, hned za nimi se nachází FNATIC – sedm domácích titulů.

## Průběh
Liga obvykle začíná zhruba dva měsíce po začátku nové sezóny pro League of Legends, přesné datum si však stanovuje samotná společnost Riot Games, aby nedocházelo ke zmatkům při sledování dalších velkých lig esportové LoL scény. Stejně, jako ve většině ostatních lig je sezóna rozdělená do čtyř období – jsou jimi Jarní skupinová část, Jarní playoffs, Letní skupinová část a Letní playoffs. Skupinové fáze mají vybrat šest nejlepších týmů, aby se navzájem vyřadily v Playoffs fázi. Vítězný tým Jarní části ligy reprezentuje Evropu na Mid-Season Invitational (MSI), druhé největší esportové události pro League of Legends. Vítěz Letní části ligy má pak zajištěno jedno ze tří míst reprezentující Evropu na Mistrovství světa, pravidelně se konající koncem podzimu.